# Radisa Zdravković
Radisa Zdravković (* 30. Juni 1976 in Bielefeld) ist ein deutscher Basketballtrainer und -ehemaliger Spieler auf der Position des Aufbauspielers. Er ist serbischer Abstammung. Während seiner Spielerkarriere war er unter anderem für die Bundesligisten Leverkusen, Ludwigsburg, Gießen, Würzburg und Bamberg aktiv.

## Karriere
Zdravković begann in seiner Heimatstadt Bielefeld mit dem Basketball. Er spielte in der 2. Bundesliga in Hannover und wechselte zur Saison 1996/97 zur BG Ludwigsburg in die Basketball-Bundesliga. Bereits zu Jahresbeginn 1997 folgte der ligainterne Wechsel zu Bayer Leverkusen. Am Ende der Saison 1996/97 verließ er die Rheinländer wieder. In der Saison 1997/98 legte er eine Auslandsstation ein und gehörte zum Kader des österreichischen Bundesligisten Wörthersee Piraten. Es folgte der Gang in die 2. Bundesliga zum Oldenburger TB (1998/99), anschließend spielte er von 1999 bis 2002 beim MTV Gießen, von 2002/03 bei DJK S. Oliver Würzburg und 2003/04 bei GHP Bamberg. In der 2. Bundesliga spielte er 2005/06 für den MTV Stuttgart, in den Spieljahren 2006/07 und 2007/08 kam er beim Bundesligisten Ludwigsburg zu insgesamt vier weiteren Einsätzen. Zu Beginn der 2000er Jahre bestritt er Länderspiele für die deutsche A2-Nationalmannschaft.
2004 wurde Zdravković mit GHP Bamberg deutscher Vizemeister, bezeichnete in einem Interview aus dem März 2010 aber seine drei Jahre in Gießen (1999–2002) als die erfolgreichste Zeit seiner Laufbahn: „In Gießen konnte ich mich spielerisch am meisten entwickeln und relativ viel Einsatzzeit sammeln“, sagte er.
2008 beendete er seine Spielerlaufbahn und war anschließend bis 2013 Co-Trainer der Walter Tigers Tübingen in der Bundesliga, während er hauptberuflich eine Stellung an der Internationalen Schule in Stuttgart hatte. Des Weiteren wurde er Trainer im Jugendbereich des Vereins PKF Titans Stuttgart.